# 波野涼
波野涼（なみの りょう）は、日本の漫画家。福岡県在住。

## 作品リスト

### 漫画
- 本好きの下剋上 ～司書になるためには手段を選んでいられません～ 第三部 （2018年 - 、TOブックス、コロナ・コミックス、連載中）
- 本好きの下剋上ふぁんぶっく3 （2018年11月、TOブックス）
- 本好きの下剋上ふぁんぶっく4 （2019年11月、TOブックス）
- 本好きの下剋上 ～司書になるためには手段を選んでいられません～ 公式コミックアンソロジー第2巻 （2019年9月、TOブックス）
- まんがでわかる 親子で始めるプログラミング教育 子供の論理的思考力と問題解決力を高める育て方 （2017年、KADOKAWA）

### イラスト・挿絵
- 本好きの下剋上 ～司書になるためには手段を選んでいられません～ 公式コミックアンソロジー第1巻 （2019年6月、TOブックス）
- 本好きの下剋上 ～司書になるためには手段を選んでいられません～ 公式コミックアンソロジー第3巻 （2019年12月、TOブックス）
- 本好きの下剋上 ～司書になるためには手段を選んでいられません～ 公式コミックアンソロジー第4巻 （2020年3月、TOブックス）
- 本好きの下剋上 ～司書になるためには手段を選んでいられません～ 公式コミックアンソロジー第5巻 （2020年6月、TOブックス）